# Schmarsau (Lemgow)
Schmarsau ist ein Ortsteil der Gemeinde Lemgow im Landkreis Lüchow-Dannenberg in Niedersachsen. Nordöstlich vom Ort, 1 km entfernt, liegt das Naturschutzgebiet Planken und Schletauer Post.

## Geschichte
Am 1. Juli 1972 wurde Schmarsau in die Gemeinde Lemgow eingegliedert.

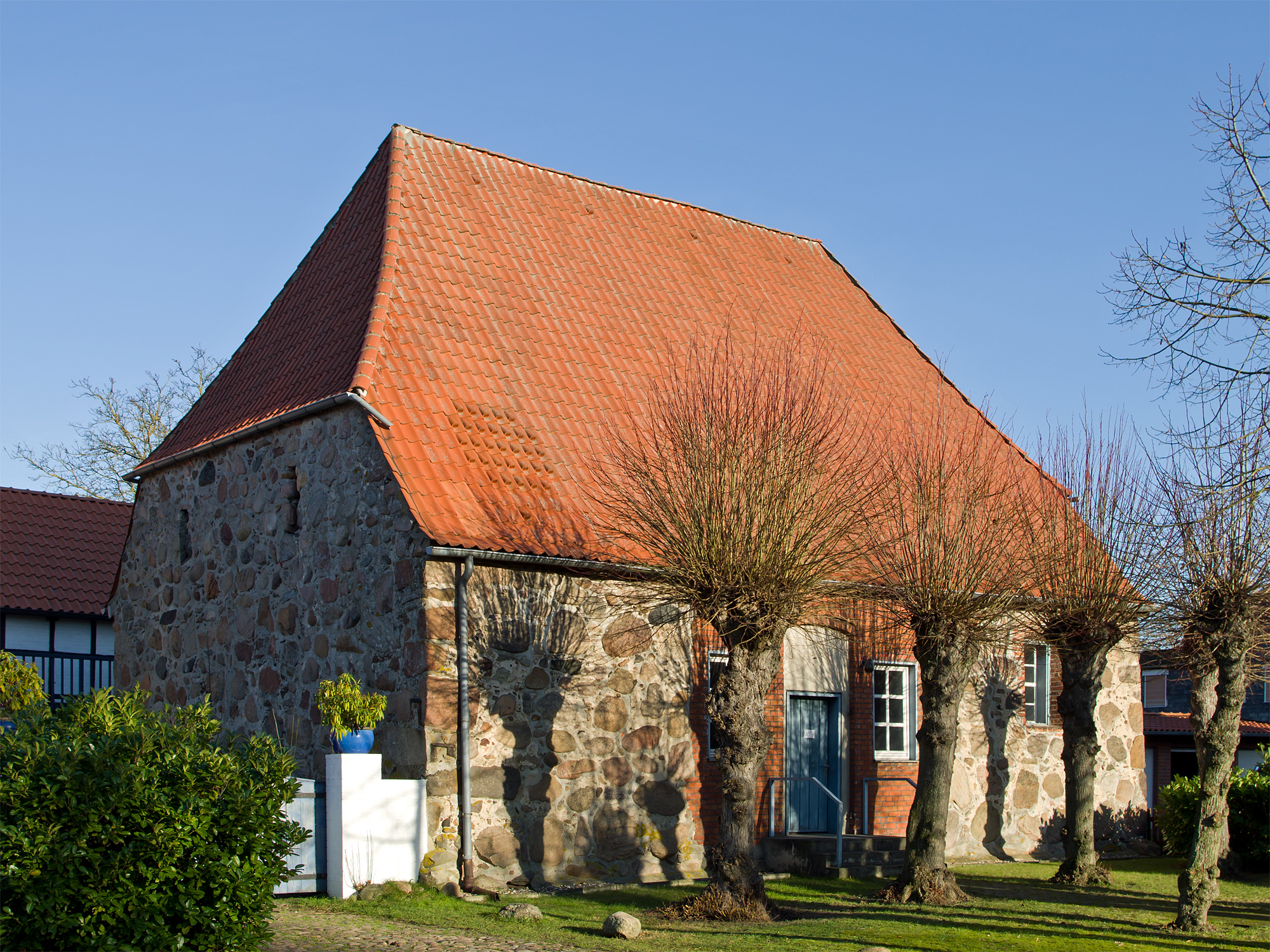
St.-Jakobi-Kapelle